# Frank Plagge
Frank Plagge (* 18. April 1963) ist ein ehemaliger deutscher Fußballspieler und heutiger Fußballtrainer.

## Karriere
Frank Plagge absolvierte ab 1981 drei Spielzeiten in der drittklassigen Oberliga Nord für den MTV Gifhorn. Von dort wechselte er in die Bundesliga zu Eintracht Braunschweig. Plagge gab sein Debüt zum Saisonstart 1984/85 beim Heimspiel gegen den 1. FC Köln. Mit neun Punkten Rückstand auf einen Nichtabstiegsplatz stieg Plagge mit der Eintracht ab. In der Saison wurde er 32-mal eingesetzt und erzielte zwei Tore. Am 8. Spieltag dieser Saison verlor Plagge mit seinen Mitspielern 10:0 bei Borussia Mönchengladbach. Er äußerte sich zu dieser Niederlage "...das war einfach furchtbar. Ich bin wohl einer der wenigen Spieler im deutschen Fußball, die in einem Spiel elf Mal Anstoß gemacht haben. Plagge spielte nach dem Abstieg noch eine weitere Saison bei der Eintracht, in der der Verein den zwölften Platz in der 2. Bundesliga belegte. Plagge schoss 13 Tore in 31 Spielen, damit war er vor Ronald Worm bester Torschütze seines Teams. 1986 verabschiedete er sich von der Eintracht und wechselte zum VfL Wolfsburg, der zu diesem Zeitpunkt in der Oberliga Nord spielte. In seiner zweiten Saison bei den Wölfen wurde der Aufstieg in die 2. Bundesliga knapp verpasst. Im DFB-Pokal wurde 8in der 1. Runde der Bundesliga Hannover 96 mit 3:0 besiegt, wobei Plagge einen Elfmeter verwandelte. In der Oberliga wurde Plagge Zweiter hinter seinem ehemaligen Arbeitgeber aus Braunschweig, der ohne ihn in die Drittklassigkeit abgestiegen war. In der anschließenden Aufstiegsrunde, in der der VfL den letzten Platz belegte, kam Plagge zu fünf Einsätzen (ein Tor). Drei Jahre später, in der Saison 1990/91, feierten Plagge und seine Mannschaftskameraden mit neun Punkten Vorsprung vor Göttingen 05 die Meisterschaft. Plagge wurde in dieser Spielzeit mit 26 Toren Torschützenkönig der Oberliga. In der folgenden Aufstiegsrunde scheiterten die Wolfsburger erneut und belegten hinter dem FC Remscheid den zweiten Platz ihrer Gruppe. Plagge stand in allen acht Spielen der Aufstiegsrunde in der Startelf und erzielte insgesamt zwei Treffer. In der Saison 1991/92 gelang den Wolfsburgern schließlich der Aufstieg in die 2. Bundesliga. Nachdem man sich mit vier Punkten Vorsprung vor den Amateuren des SV Werder Bremen die Meisterschaft gesichert hatte, setzte man sich in der Aufstiegsrunde unter anderem gegen den FSV Zwickau durch. Plagge stand wiederum in allen Spielen der Aufstiegsrunde in der Startelf und schoss beim 4:0-Sieg über Union Berlin das Tor zum 1:0. Nach dem gelungenen Aufstieg wechselte der Stürmer für ein Jahr zum SV Grün-Weiß Calberlah, bevor er 1993 zu den Wölfen zurückkehrte. Nach zwei Jahren in Wolfsburg, in denen Plagge selten zum Einsatz kam, wechselte er zum MTV Gifhorn, es folgten Stationen beim TSG Mörse und SV Brunsrode/Flechtorf, wo er als Spielertrainer seine Karriere ausklingen ließ. Mit insgesamt 151 Treffern ist Frank Plagge der Rekordtorschütze der drittklassigen Oberliga Nord.
Voll-Profi war Plagge nur während seiner beiden Spielzeiten bei Eintracht Braunschweig. Ansonsten war er über seine ganze Karriere hinweg bei der Volkswagen AG angestellt, wo er noch heute im Bereich IT-Service tätig ist.